# Висбах (Пфальц)
Висбах (нем. Wiesbach) — община в Германии, в земле Рейнланд-Пфальц.
Входит в состав района Юго-западный Пфальц. Подчиняется управлению Цвайбрюккен-Ланд. Население составляет 518 человек (на 31 декабря 2010 года). Занимает площадь 4,07 км².